# 연 (춘추 전국)
연(燕,기원전11세기~기원전222년)은 중국 춘추 시대 주나라의 제후국이자, 전국 시대의 전국 칠웅 가운데 하나이다.

## 역사

### 건국
주 무왕 희발(姬發)이 은나라를 멸망시키고 그의 동생 소강공(召康公) 석(奭)을 연(燕)의 제후에 봉했다. 그러나 주나라 초기 연나라의 초기 역사에 모르는 것이 많다. 하남성(河南省)지역에 연나라가 있어서, 구별하기 위해서 하남성 지역의 연나라를 남연(南燕)이라 칭하고, 소공석의 연나라를 북연(北燕)이라고 호칭하였다. 당시에는 연(燕)이 아닌 언(匽, 郾)이라는 한자로 표기하였다. 소공석의 후손들은 산동성(山東省) 지역의 제후로 봉해졌지만, 주 성왕의 치세에 현재의 북경 부근으로 옮겼다.
이 때, 현지에 있던 섬서성(陝西省) 출신의 한후(韓侯)라고 칭하던 세력이 동쪽으로 옮겨졌다. 그 주민들은 거의 대부분 한씨(韓氏)를 사용하였다. 한국의 사학자 이병도는 이 한후 세력을 한씨 조선(韓氏朝鮮)이라고 주장을 하였다. 연나라 동부에 기후(箕侯)라는 세력이 있었는데, 춘추시대에 연나라의 속국이 되었지만, 얼마 되지 않아 멸망했다. 춘추시대 이후, 연나라의 사대부층에 한씨와 기씨를 성으로 사용한 사람도 있었다.

### 춘추 시대
춘추시대에 연나라에 기록이 많이 남아 있지 않다. 기원전 664년에 북방의 산융에게 공격받았을 때, 당시 군주였던 장공(莊公)은 이웃나라인 제나라 환공(桓公)에게 원군을 청하였고, 산융군을 격퇴했던 적이 있었다. 산융과 전쟁한 후, 장공은 환공에게 감사하다는 것을 보여주기 위해, 제나라 환공의 군대를 움직이게 하였다. 그 때에 군이 연나라와 제나라의 국경을 넘어 가고 있었다. 그 당시에는 자국에서 군대를 가질 수 있는 사람은 천자(天子)인 주나라왕(周王)이 가질수 있었고, 제나라의 명재상 관중(管仲)은 환공에게 일부 영토를 할양하여 연나라에게 주었다고 한다. 이 일로 인하여, 제 환공은 제후들의 신뢰를 얻어 더욱 더 명성을 얻었다. 이후 연은 동쪽으로 조선이라는 야만 부족을 공격하여 그들을 조선반도 이남으로 몰아내고 영토를 확장하여 조선인들을 복속시켰다. 

### 전국 시대
燕東有朝鮮、遼東，北有林胡、樓煩，西有雲中、九原，南有呼沱、易水，地方二千餘裏，帶甲數十萬，車六百乘，騎六千匹，粟支數年。南有碣石、雁門之饒，北有棗栗之利，民雖不佃作而足於棗栗矣。此所謂天府者也。— 史記 蘇秦列傳

- 전국 시대로 들어서고, 기원전 334년경에 사기 소진열전(史記 蘇秦列傳)에 의하면 "동쪽으로 조선과 요동, 북쪽으로 임호와 누번, 서쪽으로 운중과 구원, 남쪽으로 호저와 역수(易水)가 있다."라고 하였다. 이 당시 연나라의 영토는 동쪽으로 조선에 이르고, 남쪽으로 역수(易水)까지 영토가 사방으로 이천여 리에 달했으며 갑병 수십만과 전차 6백승(乘), 기병 6천기(騎)를 낼 수 있었다.[1] 기원전 323년에 왕으로 자칭하였다.

- 기원전 315년, 연왕 쾌(燕王 噲)는 재상인 자지(子之)를 총애하여 요(堯)임금이 순(舜)임금에게 선양을 하였던 일을 예로 삼아 재상인 자지에게 선양을 하였고, 이로 인해 태자 평(太子平)과 장군 시피(市被)가 거병하여 연나라에 내전이 일어났다. 태자 평과 시피가 전사하고, 이 틈을 타고 다음 해에 제나라가 태자의 원군을 자칭해 군사를 일으켜 침공하였고, 기원전 313년에는 연왕을 자칭한 자지가 살해되고 연왕 쾌가 자살하였다. 기원전 312년, 한나라에 달아나 있던 공자 직(연왕 쾌의 서자)이 제나라의 속국이 되는 조건으로 연왕에 즉위하였는데 그가 연 소왕(昭王)이다.소왕 때에 장수 진개(秦開)가 고조선(古朝鮮)을 침략하여 랴오닝성 만번한 지역까지 영토를 확장하였고, 기원전 285년에는 장수 악의(樂毅)가 제나라를 공격해 수도와 대부분 지역을 함락시켰다.

- 기원전 226년, 연왕 희(燕王喜)의 아들 태자 단(太子丹)은 위나라 장수 형가(荊軻)와 진개(秦開)의 손자 진무양(秦舞陽)을 진(秦)나라에 보내어 진 시황제(秦始皇帝) 암살을 시도하였으나 실패하였다. 연왕 희는 요서, 요동으로 도망쳤으나 진나라 군대에 포위되었다. 연왕 희는 아들 태자 단을 죽이고 그 목을 진 시황제에게 바치면서 선처를 구하지만 진 시황제는 연왕 희와 잔존 세력을 공격하여 연나라를 멸망시켰다.

## 멸망 이후
진나라가 중국을 통일했으나, 내분으로 멸망하고 한(漢)나라가 건국 된다. 한나라도 주나라와 비슷한 방식으로 공신 혹은 황족들을 연나라의 제후로 삼아 성립하였다.
한 고조 유방(漢高祖劉邦)은 한날 한시에 같은 마을에서 나고 자란 향우이자 전우였던 노관(盧綰)을 장안후(長安侯), 다시 연왕(燕王)에 봉했다. 노관(盧綰)은 국경지대의 혼란이 자신의 장기집권에 유리할 것으로 판단하여 흉노와 연계된 반란에 연합해 반란을 진압하란 명령을 어기고 군대를 움직이지 않고 있다가 반란이 진압되버리는 바람에 흉노족에 투항하여, 흉노에게 복속되어 있던 동호(東胡)의 노왕(盧王)으로 봉해지나 그 해에 동호에서 죽었다.
이 무렵, 노관의 부장인 위만도 1,000여 명을 이끌고 조선으로 도망쳐 위만조선을 세운다. 위만 조선이 멸망할 때 우거왕의 아들 장항이 한 무제에게 투항하고 기후국(幾侯國)에 봉분되었다.

## 역대 군주
| 대수       | 시호            | 이름        | 재위기간                     | 비고                                    |
| ---------- | --------------- | ----------- | ---------------------------- | --------------------------------------- |
|            | 강공 (康公)     | 석 (奭)     | 기원전 1046년 ~ 기원전 996년 |                                         |
| 1          |                 | 극 (克)     |                              | 소 강공의 장자.                         |
| 2          |                 | 지 (旨)     |                              | 소 강공의 삼남.                         |
| 3          |                 | 무 (舞)     |                              | 연후 지의 아들.                         |
| 4          |                 | 헌 (憲)     |                              | 연후 무의 아들.                         |
| 5          |                 | 화 (和)     |                              | 연후 헌의 아들.                         |
| 군주 불명. |                 |             |                              |                                         |
|            |                 | 성(聖)      |                              |                                         |
| 군주 불명. |                 |             |                              |                                         |
| 10         | 혜후 (惠侯)     |             | 기원전 864년 ~ 기원전 827년  | 강공의 9세손.                           |
| 11         | 희후 (僖侯)     | 장 (莊)     | 기원전 826년 ~ 기원전 791년  | 혜후의 아들.                            |
| 12         | 경후 (頃侯)     |             | 기원전 790년 ~ 기원전 767년  | 이후의 아들.                            |
| 13         | 애후 (哀侯)     |             | 기원전 766년 ~ 기원전 765년  | 경후의 아들.                            |
| 14         | 정후 (鄭侯)     | 정 (鄭)     | 기원전 764년 ~ 기원전 729년  | 애후의 아들.                            |
| 15         | 목후 (穆侯)     |             | 기원전 728년 ~ 기원전 711년  | 정후의 아들.                            |
| 16         | 선후 (宣侯)     |             | 기원전 710년 ~ 기원전 698년  | 목후의 아들.                            |
| 17         | 환후 (桓侯)     |             | 기원전 697년 ~ 기원전 691년  | 선후의 아들.                            |
| 18         | 장공 (莊公)     |             | 기원전 690년 ~ 기원전 658년  | 환후의 아들.                            |
| 19         | 양공 (襄公)     |             | 기원전 657년 ~ 기원전 616년  | 장공의 아들.                            |
| 20         | 환공 (桓公)     |             | 기원전 617년 ~ 기원전 602년  | 양공의 아들.                            |
| 21         | 선공 (宣公)     |             | 기원전 601년 ~ 기원전 587년  | 전환공의 아들.                          |
| 22         | 소공 (昭公)     |             | 기원전 586년 ~ 기원전 574년  | 선공의 아들.                            |
| 23         | 무공 (武公)     |             | 기원전 573년 ~ 기원전 555년  | 소공의 동생.                            |
| 24         | 문공 (文公)     |             | 기원전 554년 ~ 기원전 549년  | 무공의 아들.                            |
| 25         | 의공 (懿公)     |             | 기원전 548년 ~ 기원전 545년  | 전문공의 동생.                          |
| 26         | 혜공 (惠公)     | 관(款)      | 기원전 544년 ~ 기원전 536년  | 의공의 아들.                            |
| 27         | 도공 (悼公)     |             | 기원전 535년 ~ 기원전 529년  | 혜공의 동생.                            |
| 28         | 공공 (共公)     |             | 기원전 528년 ~ 기원전 524년  | 도공의 아들.                            |
| 29         | 평공 (平公)     |             | 기원전 523년 ~ 기원전 505년  | 공공의 동생.                            |
| 30         | 간공 (簡公)     |             | 기원전 504년 ~ 기원전 493년  | 공공의 아들.                            |
| 31         | 효공 (孝公)     | 환(桓)      | 기원전 492년 ~ 기원전 455년  | 평공의 아들.                            |
| 32         | 성공 (成公)     | 재(載)      | 기원전 454년 ~ 기원전 439년  | 효공의 아들.                            |
| 33         | 민공 (閔公)     |             | 기원전 438년 ~ 기원전 415년  | 성공의 아들.                            |
| 34         | 간공 (簡公)     | 재(載)      | 기원전 414년 ~ 기원전 373년  | 민공의 아들.                            |
| 35         | 환공 (桓公)     |             | 기원전 372년 ~ 기원전 362년  | 후간공의 아들.                          |
| 36         | 문공 (文公)     |             | 기원전 361년 ~ 기원전 333년  | 후환공의 아들.                          |
| 37         | 역왕 (易王)     | 퇴 (脮)     | 기원전 332년 ~ 기원전 321년  | 후문공의 아들.                          |
| 38         |                 | 쾌 (噲)     | 기원전 320년 ~ 기원전 318년  | 역왕의 아들.                            |
| 39         |                 | 자지 (子之) | 기원전 317년 ~ 기원전 314년  | 연왕 쾌의 신하.                         |
| 40         | 소양왕 (昭襄王) | 직 (職)     | 기원전 311년 ~ 기원전 279년  | 연왕 쾌의 서자. 태자 평(平)의 이복동생. |
| 41         | 혜왕 (惠王)     | 악자 (樂資) | 기원전 278년 ~ 기원전 271년  | 연 소왕의 아들.                         |
| 42         | 무성왕 (武成王) |             | 기원전 270년 ~ 기원전 258년  | 혜왕의 아들.                            |
| 43         | 효왕 (孝王)     |             | 기원전 257년 ~ 기원전 255년  | 무성왕의 아들.                          |
| 44         |                 | 희 (喜)     | 기원전 254년 ~ 기원전 222년  | 효왕의 아들. 태자 단(丹)의 아버지.      |

## 같이 보기
- 주 무왕
- 진개
- 연태자 단
- 형가
- 진무양
- 노관
- 위만
- 장항

## 참고 문헌
- 사마천 (기원전1~2세기). 〈권제115 조선열전(朝鮮列傳)-위키문헌 한국어판 / (漢文本)-위키문헌 중국어판〉. 《s:사기》.